# Kernenergie in Tschechien

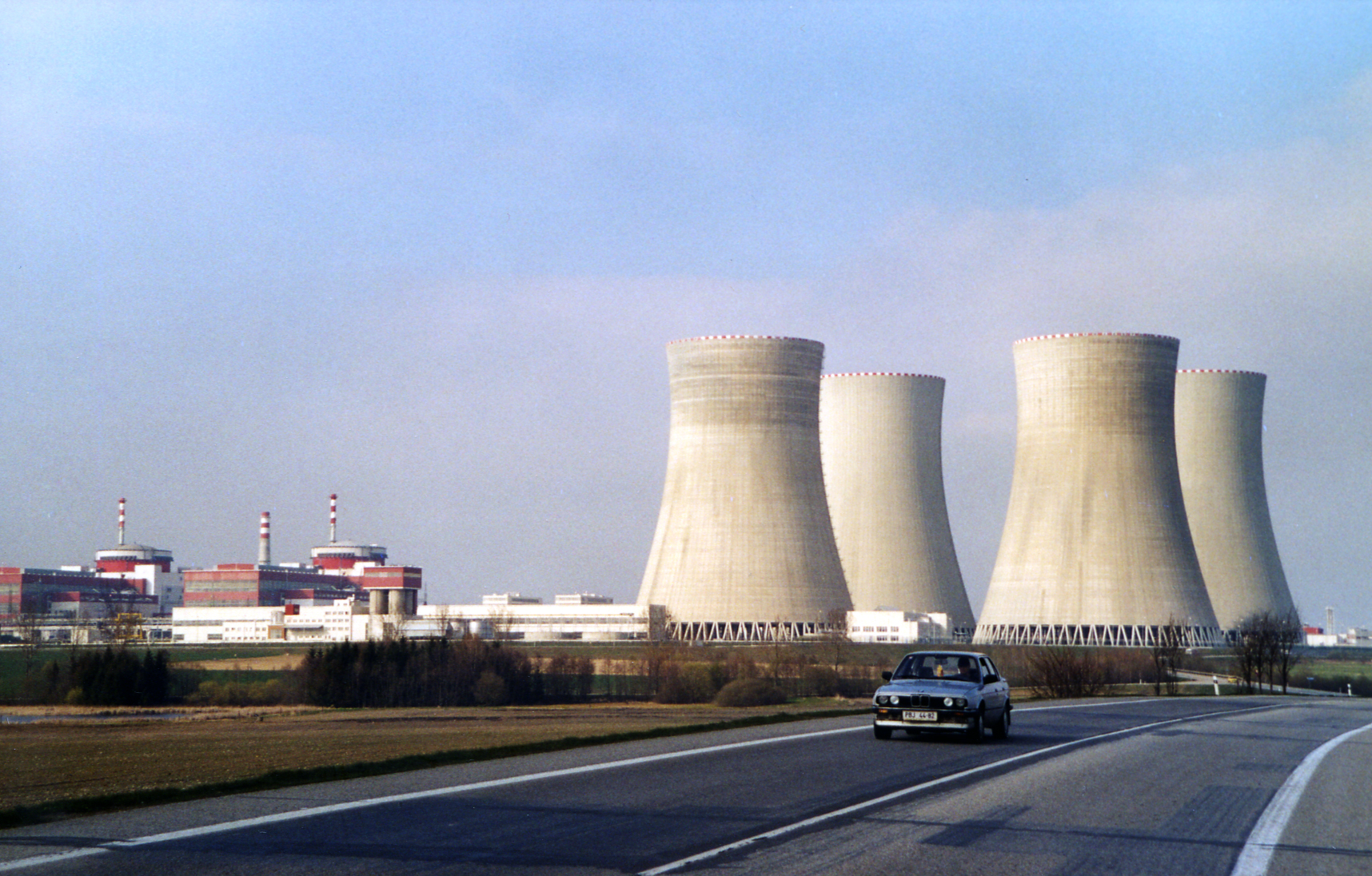
Kernkraftwerk Temelin

In Tschechien werden an zwei Standorten sechs Reaktorblöcke mit einer installierten Bruttogesamtleistung von 4130 MW betrieben, die rund 37 Prozent zur Nettostromerzeugung des Landes beitragen (Stand 2023). Der erste kommerziell genutzte Reaktorblock ging 1985 in Betrieb. Seit 2019 plant die Regierung, die Kernenergie weiter auszubauen, mit zusätzlichen Blöcken für beide Kraftwerke und neuen Small Modular Reactors im „Nuklearpark Südböhmen“.

## Geschichte

### Nach der Teilung der Tschechoslowakei
Am 31. Dezember 1992 wurde die Tschechische und Slowakische Föderative Republik aufgelöst. Zu diesem Zeitpunkt waren die Kernkraftwerke Temelín und Mochovce immer noch unvollendet. Erst im Mai 1993 entschied die tschechische Regierung über die Vollendung der ersten beiden Blöcke von Temelín.
Der für die 2011 erfolgte Abschaffung des tschechischen Erneuerbare-Energien-Gesetzes und den neuen Atomkurs verantwortliche Industrieminister Martin Kocourek (Regierung Petr Nečas) trat im November 2011 zurück, weil er während seiner Zeit als Aufsichtsratsmitglied des halbstaatlichen Stromkonzerns ČEZ Schuldscheine im Wert von fast 700.000 Euro angenommen hatte.
Tschechien erwog Stand März 2021, in Dukovany einen zusätzlichen Atomreaktor mit 1200 Megawatt Leistung bauen zu lassen. Die Ausschreibung sollte erst nach der Abgeordnetenhauswahl begonnen werden. Im Jahr 2022 wurde beschlossen, sogar drei neue Reaktoren zu bauen, einen am Standord Dukovany mit Baubeginn 2029 und zwei in Temelín.
Auf der UN-Klimakonferenz in Dubai 2023 erklärte das Land zusammen mit 21 weiteren Staaten die Absicht, die Kapazität der weltweiten Kernenergie bis 2050 zu verdreifachen.

## Liste der Kernreaktoren in Tschechien
| Name     | Block | Reaktor- typ | Modell     | Status     | Leistung [MWe] | Leistung [MWe] | Therm. Leistung [MWt] | Bau- beginn | Erste Kritika- lität | Erste Netz- synchro- nisation | Kommer- zieller Betrieb (geplant) | Abschal- tung (geplant) | Ein- speisung [TWh] |
| Name     | Block | Reaktor- typ | Modell     | Status     | Netto          | Brutto         | Therm. Leistung [MWt] | Bau- beginn | Erste Kritika- lität | Erste Netz- synchro- nisation | Kommer- zieller Betrieb (geplant) | Abschal- tung (geplant) | Ein- speisung [TWh] |
| -------- | ----- | ------------ | ---------- | ---------- | -------------- | -------------- | --------------------- | ----------- | -------------------- | ----------------------------- | --------------------------------- | ----------------------- | ------------------- |
| Dukovany | 1     | PWR          | VVER V-213 | In Betrieb | 468            | 500            | 1444                  | 01.01.1979  | 12.02.1985           | 24.02.1985                    | 03.05.1985                        | –                       | 115,53              |
| Dukovany | 2     | PWR          | VVER V-213 | In Betrieb | 471 (420)      | 500            | 1444                  | 01.01.1979  | 23.01.1986           | 30.01.1986                    | 21.03.1986                        | –                       | 110,90              |
| Dukovany | 3     | PWR          | VVER V-213 | In Betrieb | 468 (420)      | 500            | 1444                  | 01.03.1979  | 28.10.1986           | 14.11.1986                    | 20.12.1986                        | –                       | 109,59              |
| Dukovany | 4     | PWR          | VVER V-213 | In Betrieb | 471 (420)      | 500            | 1444                  | 01.03.1979  | 01.06.1987           | 11.06.1987                    | 19.07.1987                        | –                       | 110,85              |
| Temelín  | 1     | PWR          | VVER V-320 | In Betrieb | 1027           | 1082           | 3120                  | 01.02.1987  | 11.10.2000           | 21.12.2000                    | 10.06.2002                        | –                       | 130,86              |
| Temelín  | 2     | PWR          | VVER V-320 | In Betrieb | 1029           | 1082           | 3120                  | 01.02.1987  | 31.05.2002           | 29.12.2002                    | 18.04.2003                        | –                       | 126,65              |

| Name    | Block | Reaktortyp | Modell     | Status          | Nettoleistung in MW | Bruttoleistung in MW | Baubeginn  | Erste Netzsynchronisation | Kommerzieller Betrieb (geplant) | Abschaltung (geplant) | Einspeisung in TWh |
| ------- | ----- | ---------- | ---------- | --------------- | ------------------- | -------------------- | ---------- | ------------------------- | ------------------------------- | --------------------- | ------------------ |
| Temelín | 3     | PWR        | VVER V-320 | Bau eingestellt | 892                 | 972                  | 01.01.1985 | –                         | –                               | –                     | –                  |
| Temelín | 4     | PWR        | VVER V-320 | Bau eingestellt | 892                 | 972                  | 01.01.1985 | –                         | –                               | –                     | –                  |

1. 1 2  Der Bau von Block 3 und 4 wurde am 01.03.1990 eingestellt.

## Kernkraftwerk Dukovany
Das Kernkraftwerk Dukovany hat insgesamt vier Blöcke; Im März 2022 wurde die Ausschreibung für den fünften Block gestartet. Als Bieter freigegeben wurden EDF, Westinghouse und Korea Hydro & Nuclear Power.

## Kernkraftwerk Temelín
Der Betrieb des Kernkraftwerks Temelín in Südböhmen führt seit langem zu Spannungen zwischen Tschechien und Österreich, da die sowjetischen WWER-Reaktoren (siehe Liste) in ihrer Sicherheit umstritten sind. Der IAEO-Generaldirektor Mohammed el-Baradei erklärte 2007 Temelín für sicher.
Stand 2023 ist die Erweiterung von Temelín um zwei weitere Blöcke geplant, nachdem frühere derartige Pläne 2014 auf Eis gelegt worden waren. ČEZ wollte außerdem bis 2032 auf dem Kraftwerksgelände Small Modular Reactors mit einer Leistung von 300 MW errichten.